# إدارة مسندة بالدليل

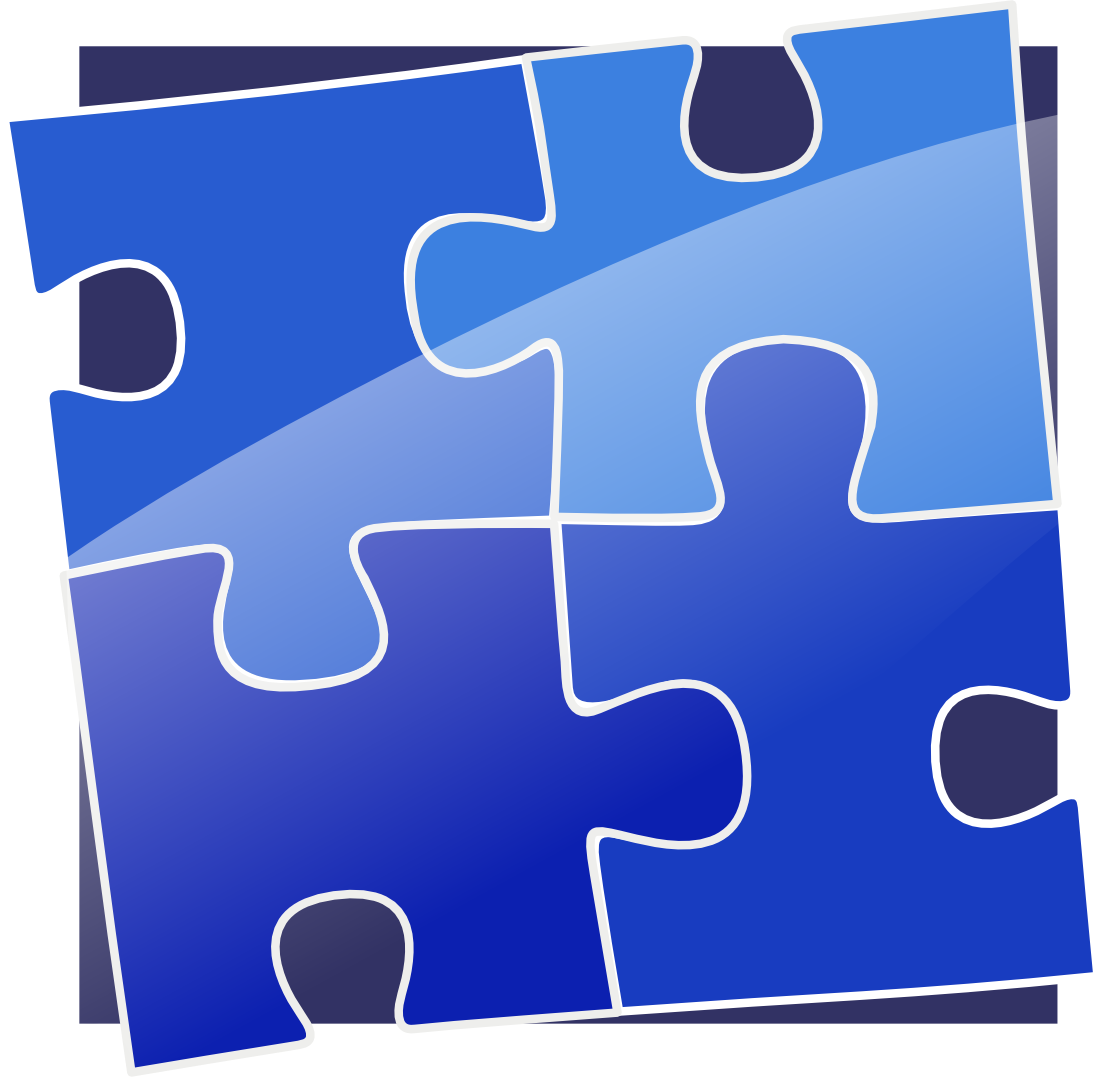

الإدارة المسندة بالدليل (EBMgt) حركة ناشئة تستخدم بشكل صريح أفضل الأدلة الحالية في الإدارة وصنع القرار. وهي جزء من الحركة الأكبر نحو الممارسات المبنية على الأدلة.

## نظرة عامة
تنطوي الإدارة المسندة بالدليل على قرارات إدارية وممارسات تنظيمية مستنيرة بأفضل الأدلة المتاحة. كما هو الحال مع الممارسات الأخرى القائمة على الأدلة، يعتمد هذا على المبادئ الثلاثة التالية: 1) أدلة بحثية مُراجَعة من قِبل الأقران (غالبًا في مجلات الإدارة أو العلوم الاجتماعية) تشير إلى ما إذا كانت ممارسة إدارة معينة تعمل ولماذا تعمل؛ 2) الحكم والخبرة من ممارسة الإدارة السياقية، لفهم ديناميات المنظمة والشخصية في موقف وتحديد مخاطر وفوائد الإجراءات المتاحة؛ و3) تفضيلات وقيم الأشخاص المتضررين.
تنظر الإدارة المسندة بالدليل، مثل نظرائها في الطب والتعليم، في الظروف والمخاوف الأخلاقية التي تنطوي عليها القرارات الإدارية، إذ تميل إلى عدم الاستخدام الواسع للعلوم السلوكية المرتبطة بممارسة الإدارة الفعالة. 

## الممارسة
جزء مهم من الإدارة المسندة بالدليل هو تثقيف المدراء الحاليين والمستقبليين في الممارسات المسندة بالدليل. يوفّر موقع الإنترنت للإدارة المسندة بالدليل المحفوظ في جامعة ستانفورد مستودعًا للمناهج الدراسية والحالات والأدوات التي يمكن أن تثري تدريس الإدارة المسندة بالدليل.
تواجه الجهود المبذولة لتعزيز الإدارة المسندة بالدليل تحديات أكبر من غيرها من المبادرات المسندة بالدليل. في الطب، هناك إجماع على ما يشكل أفضل دليل مقارنة بالعلوم الاجتماعية بشكل عام، والإدارة بشكل خاص. خلافًا للطب والتمريض والتعليم وتطبيق القانون، «الإدارة» ليست مهنة. لا توجد متطلبات قانونية أو ثقافية ثابتة في ما يتعلق بالتعليم أو المعرفة ليصبح الفرد مديرًا. المدراء لديهم خلفيات أكاديمية متنوعة. قد تكون هناك حاجة إلى شهادة جامعية للحصول على ماجستير في إدارة الأعمال -ولكن ليس لأن تكون مديرًا. لا توجد هيئة رسمية من المعارف المشتركة تميّز المدراء، ما يجعل من غير المحتمل أن يضغط الأقران على المدراء الذين يرفضون استخدام الأدلة المثبتة في الإدارة. لا يوجد إلا القليل من اللغة أو المصطلحات المشتركة، ما يجعل من الصعب على المدراء إجراء مناقشات حول الأدلة أو الممارسات المسندة بالدليل. لهذا السبب، من المرجح أن يكون اعتماد الممارسات المسندة بالدليل خاصًا بالمنظمة، إذ يبادر القادة لبناء ثقافة قائمة على الأدلة. تشمل الممارسات التي تستخدمها الثقافة التنظيمية المسندة بالدليل التراكم والتحليل المنهجي للبيانات التي جُمعت عن المنظمة وأدائها، والقراءة القائمة على حل المشكلات ومناقشة ملخصات البحث من قبل المدراء والموظفين، واتخاذ القرارات التنظيمية المستنيرة من خلال أفضل البحوث المتاحة والمعلومات التنظيمية. عادةً ما تنجح المؤسسات التي تسعى إلى الإدارة المسندة بالدليل بدورات تجريبية وإعادة تصميم ممارساتها لإنشاء ثقافة قائمة على الأدلة تتوافق مع قيمها ومهمتها.
رغم مجادلة بعض المدافعين عن الإدارة المسندة بالدليل على أنّه من المرجح اعتمادها في المنظمات التي تتطلب معرفة مكثفة، وجدت الأبحاث الحديثة في جامعة أكسفورد في ست منظمات رائدة في صناعة الرعاية الصحية أن المدراء والقادة الفعليين استخدموا مجموعة متنوعة من أشكال المعرفة، بالاعتماد على البحث الأكاديمي والمعرفة التجريبية والزملاء المحترمين. وخلص الباحثون إلى أن «القيادة المعرفية» الماهرة أمر حاسم في ترجمة الإدارة المسندة بالدليل والبحوث الأكاديمية الأخرى إلى ممارسة بطرق ذات صلة ويمكن استخدامها في سياقات تنظيمية محددة.
غالبًا ما تجد المؤسسات التي تتبنى منهجيات أجايل في تطوير منتجاتها أنها بحاجة إلى إجراء تغييرات في مجالات أخرى لجني الفوائد الكاملة للتغييرات (المجال المتنامي لرشاقة الأعمال والتحول السريع). توفر الإدارة المسندة بالدليل نهجًا أكثر تنظيمًا للعمل من خلال هذا التغيير في الدورات القصيرة؛ تركيز الاستثمارات في المجالات التي تحقق أكبر قيمة في أقرب وقت ممكن؛ وتوفير إطار لتقييم نجاحهم.